# Viola kunawurensis
Viola kunawurensis là một loài thực vật có hoa trong họ Hoa tím. Loài này được Royle miêu tả khoa học đầu tiên năm 1834.